# John Kirby (Bischof)

Wappen von John Kirby

John Kirby (* 29. Oktober 1938 in Baylough, Athlone, County Roscommon) ist ein irischer Geistlicher und emeritierter römisch-katholischer Bischof von Clonfert.

## Leben
Kirby besuchte das Garbally College und studierte katholische Theologie in Maynooth. Am 23. Juni 1963 wurde Kirby zum Priester geweiht. Er unterrichtete später am Garbally College, dessen Präsident er wurde. Am 18. Februar 1988 wurde er zum Bischof von Clonfert ernannt.
Am 16. Juli 2019 nahm Papst Franziskus seinen altersbedingten Rücktritt an.